# Tratado de Saint-Julien
O Tratado de Saint-Julien - do nome da localidade saboiarda da época que agora se chama Saint-Julien-en-Genevois, na França - foi assinado a 21 Jul. 1603 entre Carlos Emanuel I de Saboia e Genebra em consequência da derrota da L'Escalade, quando na noite do 11 ao 12 de Dezembro de 1602 Carlos Emanuel tenta assaltar Genebra.

## Garantias
O tratado garante aos genebrinos a liberdade de comercio, a restituição das terras anteriormente ocupadas pela Saboia, a proibição de construir fortalezas a menos de 4 léguas de Genebra, a independência política de Genebra, o direito de trabalhar dos dois lados da fronteira e a liberdade de circulação tanto de pessoas como de mercadorias!
A nível internacional o tratado é muito importante por fixar claramente as regras relativas às relações comerciais e religiosa que lhe vão subsistir.
Este tratado era de tal maneira inovador que esteve na base de outros tratados tanto a nível do reino francês, como foi o caso do Édito de Nantes, como a nível internacional como a Paz de Vervins.

## História
O tratado é bem visto pela Saboia que menos de dez anos depois da sua assinatura propõe novas facilidades a Genebra que se remete ao assinado. O sucessor de Carlos Emanue, Vítor Amadeu I de Saboia tem outros problemas a resolver como sejam os da peste bubônica, a guerra civil e o começo da Guerra dos Trinta Anos.
Ligeiramente mais tarde aparecem os problemas religiosos entre a Saboia católica e a Genebra protestante, quando por duas vezes 1650 e 1660 sacramentos cristãos são dados na parte protestante, e que estão na base da hostilidade subjacente de Carlos Emanuel II de Saboia que como o seu antepassado era profundamente hostil a Genebra, e daí em diante os saboiardos tudo fazem para reduzir os privilégios acordados à rival. 